# Бригада повышения манёвренности

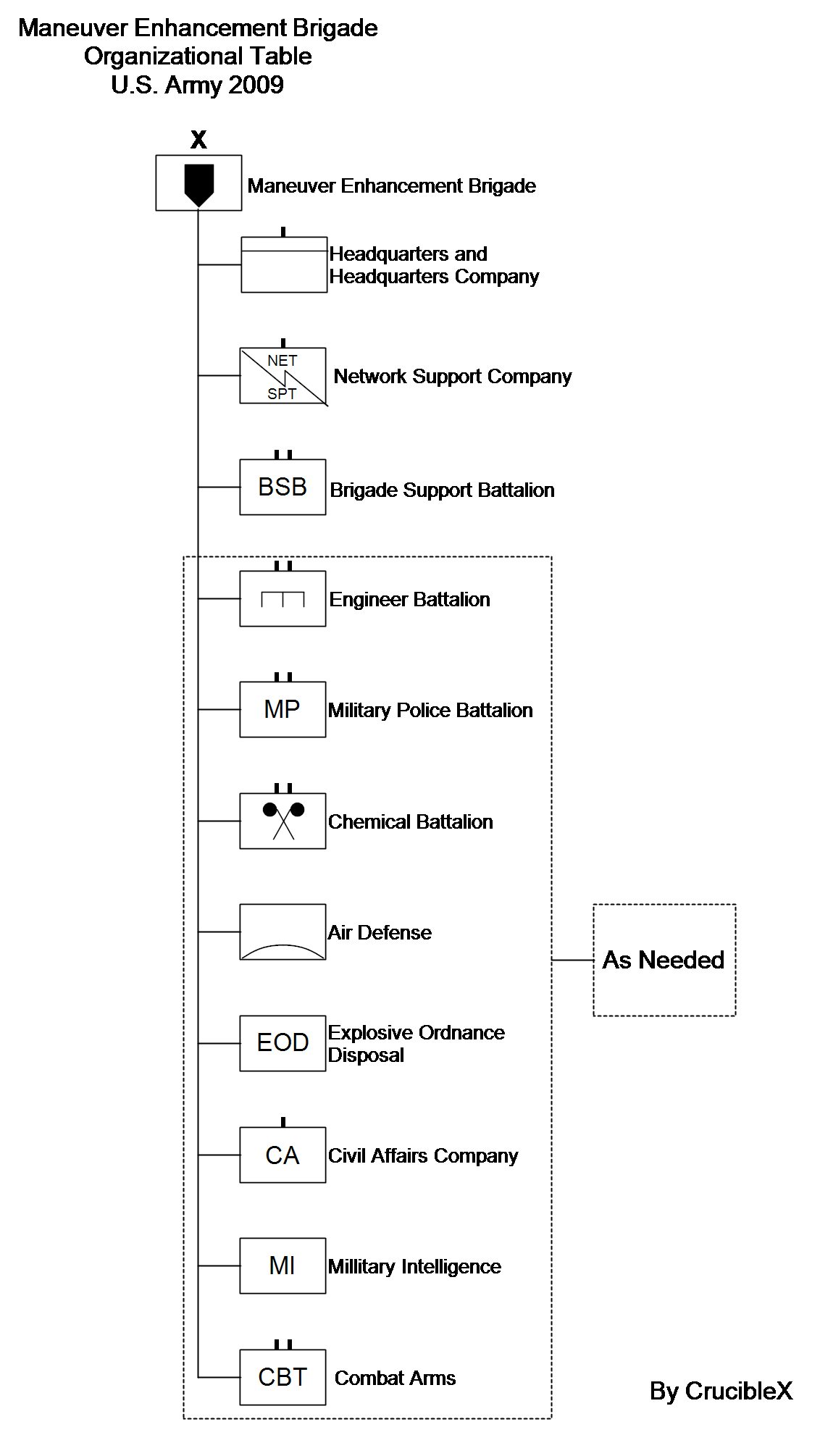
ОШС бригады повышения манёвренности

Бригада повышения манёвренности (англ. Maneuver enhancement brigade (MEB)) — тип смешанных формирований тылового и боевого обеспечения в сухопутных войсках и сухопутных войсках Национальной гвардии ВС США.
Главная цель бригад повышения манёвренности оказывать поддержку боевым бригадам после их развёртывания и выполнять задачи на тактическом уровне. Одна MEB (брпм) может включать до семи батальонов.

## Обзор
Основой бригады является штаб, батальон материально-технического обеспечения и рота связи. Остальной состав бригады может варьироваться в зависимости от задач. В состав могут включаться батальоны РХБЗ, инженерно-сапёрные части и подразделения, военная полиция, ПВО. В зависимости от цели операции, формирование может выполнять невоенные задачи. В дивизию или корпус может входить от одной и более брпм. В целом, основная масса подразделений бригады выполняет задачи боевого обеспечения.
Бригады повышения манёвренности предназначены для преодоления разрыва между боевыми бригадами (brigade combat team) и бригадами функциональной поддержки (functional support brigade) — специализированными формированиями боевого обеспечения.
Командиры объединений могут также придавать эти бригады непосредственно командованию частей вида вооружённых сил, чтобы выполнять задачи в тылу армии или в объединённой зоне безопасности, где брпм служит в качестве части для защиты штаба сил США (US Force Headquarters).
Существует девятнадцать бригад повышения манёвренности: шестнадцать в Национальной гвардии и три в Армейском резерве. Формирование является одним из пяти типов многофункциональных вспомогательных бригад, которые были созданы в рамках создания модульных сил. Другими четырьмя типами являются бригады поддержки, экспедиционные бригады военной разведки, бригады армейской авиации и артиллерийские бригады (field artillery brigade).